# Viktimisering

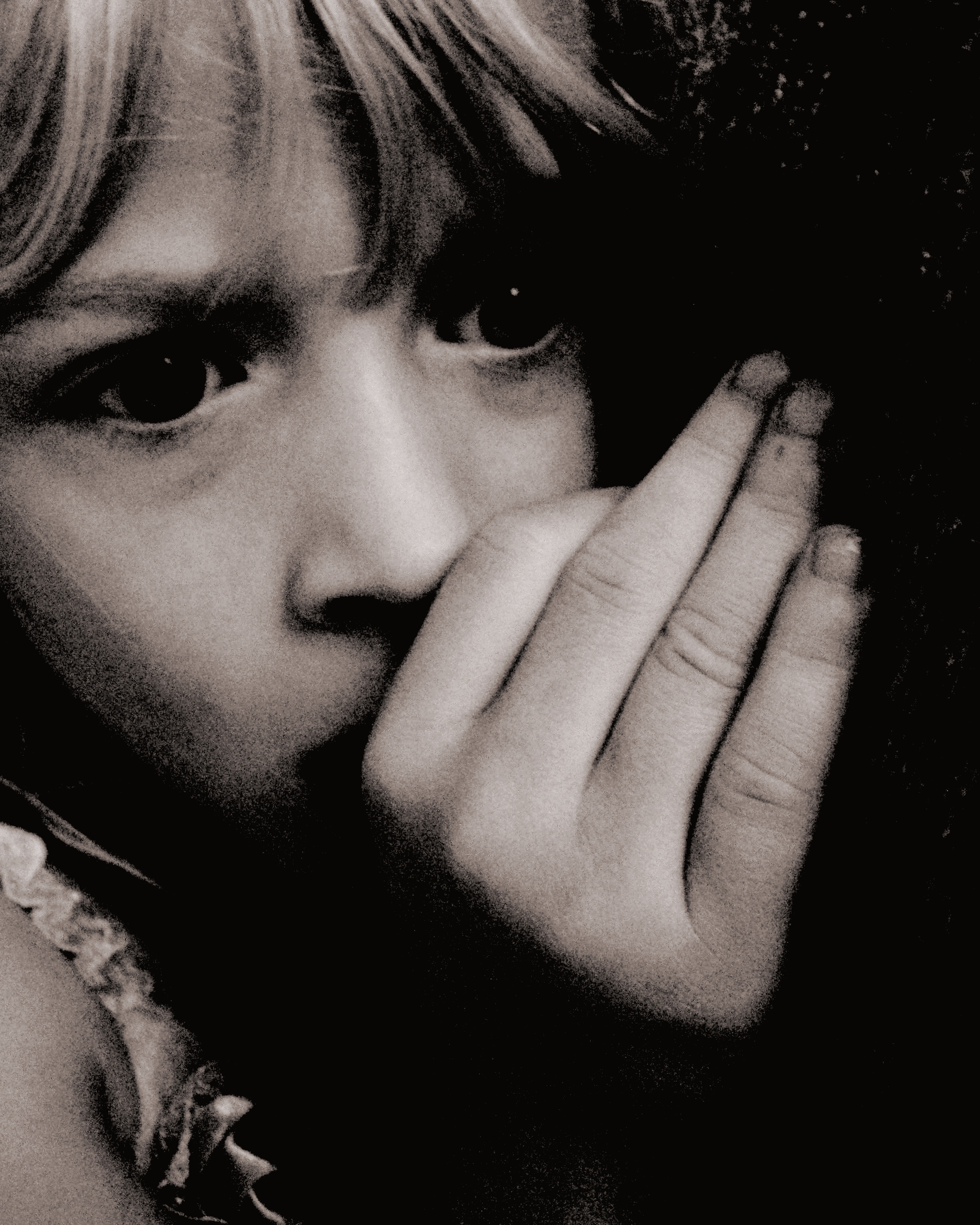

Viktimisering (latin: victima, offer) är ett begrepp inom kriminologi, psykologi och samhällsvetenskap som beskriver sinsemellan disparata processer när brottsofferroller konstrueras och hur detta manifesterar sig. Viktimiseringsforskningen inordnas under viktimologi och studerar processer, omfattning, orsaker och förekomsten av viktimisering. Ett sinnelag som förorsakas av viktimisering kan benämnas offermentalitet.

## Sekundär viktimisering
Ett brottsoffer kan genomgå en sekundär viktimisering i mötet med samhällets rättsvårdande myndigheter. Konsekvenserna kan bli att offrets vilja att delta i den rättsliga processen minskar. Försvårande omständigheter finns i synnerhet gällande våldtäkter där brottsoffrets stigmatisering kan förstärkas av samhällets sociala normer och kulturella tabun. Det omgärdande samhällets medlemmar och institutioner är avgörande faktorer vid en upprepad viktimisering. I arbetet med att förebygga sekundär viktimisering är hanteringen av brottsoffrens upplevelser det centrala. Verksamheterna hos rättsapparaten, sjukvården, socialtjänsten och frivilligorganisationerna måste vara välanpassade för att möta brottsoffrets förutsättningar och behov för att brottsoffrets skador inte ytterligare ska förvärras, exempelvis hos våldtagna eller barn som bevittnat brott. Arbetet med att bemöta brottsoffrens behov är en avvägningsfråga för att inte äventyra rättssäkerheten för den brottsmisstänkte.

## Reviktimisering
Reviktimisering (att återbli offer) är ett fenomen som innebär att vissa brottsoffer statistiskt sett löper förhöjd risk att drabbas igen av liknande brott, antingen kort efter det första brottstillfället eller senare i livet om brottet skett under barndomsåren. Det senare är speciellt framträdande när det rör sig om sexualbrott. Brottsoffren har som regel, statistiskt sett, varit utsatta för våld, övergrepp och integritetskränkningar.
Reviktimisering brukar framför allt tillskrivas dem som upplevt sexuella övergrepp som barn, dem som blivit våldtagna, och personer som drabbats av våld i nära relationer, men kan utvidgas till fler former av våldsbrott och integritetskränkningar. Statistiskt sett ökar risken för reviktimisering av posttraumatisk stress, stor alkoholkonsumtion eller droganvändning, funktionsnedsättning, sexuella högriskbeteenden, samt av att i ung ålder ha utsatts för sexuella övergrepp. 
Orsaken till reviktimisering kan vara en nedsatt igenkänning inför hot, en dysfunktionell livshanteringsstrategi, försämrad självuppskattning, eller att de tidigare brotten eller missbruk leder personen till högriskmiljöer.